# Nova Zelanda a la Copa del Món de futbol
Aquest és el registre dels resultats del Nova Zelanda a la Copa del Món. Nova Zelanda, encara que ha disputat dues vegades la fase final, no ha guanyat mai el campionat.

## Resum d'actuacions
Campions      Finalistes      Tercers      Quarts
| Historial a la Copa del Món | Historial a la Copa del Món | Historial a la Copa del Món | Historial a la Copa del Món | Historial a la Copa del Món | Historial a la Copa del Món | Historial a la Copa del Món | Historial a la Copa del Món | Historial a la Copa del Món |
| Edició                      | Ronda                       | Posició                     | PJ                          | PG                          | PE                          | PP                          | GF                          | GC                          |
| --------------------------- | --------------------------- | --------------------------- | --------------------------- | --------------------------- | --------------------------- | --------------------------- | --------------------------- | --------------------------- |
| 1930                        | No hi participà             | No hi participà             | No hi participà             | No hi participà             | No hi participà             | No hi participà             | No hi participà             | No hi participà             |
| 1934                        | No hi participà             | No hi participà             | No hi participà             | No hi participà             | No hi participà             | No hi participà             | No hi participà             | No hi participà             |
| 1938                        | No hi participà             | No hi participà             | No hi participà             | No hi participà             | No hi participà             | No hi participà             | No hi participà             | No hi participà             |
| 1950                        | No hi participà             | No hi participà             | No hi participà             | No hi participà             | No hi participà             | No hi participà             | No hi participà             | No hi participà             |
| 1954                        | No hi participà             | No hi participà             | No hi participà             | No hi participà             | No hi participà             | No hi participà             | No hi participà             | No hi participà             |
| 1958                        | No hi participà             | No hi participà             | No hi participà             | No hi participà             | No hi participà             | No hi participà             | No hi participà             | No hi participà             |
| 1962                        | No hi participà             | No hi participà             | No hi participà             | No hi participà             | No hi participà             | No hi participà             | No hi participà             | No hi participà             |
| 1966                        | No hi participà             | No hi participà             | No hi participà             | No hi participà             | No hi participà             | No hi participà             | No hi participà             | No hi participà             |
| 1970                        | No es classificà            | No es classificà            | No es classificà            | No es classificà            | No es classificà            | No es classificà            | No es classificà            | No es classificà            |
| 1974                        | No es classificà            | No es classificà            | No es classificà            | No es classificà            | No es classificà            | No es classificà            | No es classificà            | No es classificà            |
| 1978                        | No es classificà            | No es classificà            | No es classificà            | No es classificà            | No es classificà            | No es classificà            | No es classificà            | No es classificà            |
| 1982                        | Primera fase                | 23è                         | 3                           | 0                           | 0                           | 3                           | 2                           | 12                          |
| 1986                        | No es classificà            | No es classificà            | No es classificà            | No es classificà            | No es classificà            | No es classificà            | No es classificà            | No es classificà            |
| 1990                        | No es classificà            | No es classificà            | No es classificà            | No es classificà            | No es classificà            | No es classificà            | No es classificà            | No es classificà            |
| 1994                        | No es classificà            | No es classificà            | No es classificà            | No es classificà            | No es classificà            | No es classificà            | No es classificà            | No es classificà            |
| 1998                        | No es classificà            | No es classificà            | No es classificà            | No es classificà            | No es classificà            | No es classificà            | No es classificà            | No es classificà            |
| 2002                        | No es classificà            | No es classificà            | No es classificà            | No es classificà            | No es classificà            | No es classificà            | No es classificà            | No es classificà            |
| 2006                        | No es classificà            | No es classificà            | No es classificà            | No es classificà            | No es classificà            | No es classificà            | No es classificà            | No es classificà            |
| 2010                        | Primera fase                | 22è                         | 3                           | 0                           | 3                           | 0                           | 2                           | 2                           |
| 2014                        | No es classificà            | No es classificà            | No es classificà            | No es classificà            | No es classificà            | No es classificà            | No es classificà            | No es classificà            |
| 2018                        | No es classificà            | No es classificà            | No es classificà            | No es classificà            | No es classificà            | No es classificà            | No es classificà            | No es classificà            |
| 2022                        | No es classificà            | No es classificà            | No es classificà            | No es classificà            | No es classificà            | No es classificà            | No es classificà            | No es classificà            |
| 2026                        | Pendent                     | Pendent                     | Pendent                     | Pendent                     | Pendent                     | Pendent                     | Pendent                     | Pendent                     |
| 2030                        | Pendent                     | Pendent                     | Pendent                     | Pendent                     | Pendent                     | Pendent                     | Pendent                     | Pendent                     |
| 2034                        | Pendent                     | Pendent                     | Pendent                     | Pendent                     | Pendent                     | Pendent                     | Pendent                     | Pendent                     |
| Total                       | Primera fase                | Primera fase                | 6                           | 0                           | 3                           | 3                           | 4                           | 14                          |

## Espanya 1982

### Primera fase: Grup 6
| Pos | Equip          | PJ | PG | PE | PP | GF | GC | DG  | Pts | Classificació           |
| --- | -------------- | -- | -- | -- | -- | -- | -- | --- | --- | ----------------------- |
| 1   | Brasil         | 3  | 3  | 0  | 0  | 10 | 2  | +8  | 6   | Avança a la segona fase |
| 2   | Unió Soviètica | 3  | 1  | 1  | 1  | 6  | 4  | +2  | 3   | Avança a la segona fase |
| 3   | Escòcia        | 3  | 1  | 1  | 1  | 8  | 8  | 0   | 3   |                         |
| 4   | Nova Zelanda   | 3  | 0  | 0  | 3  | 2  | 12 | −10 | 0   |                         |

| Escòcia                                                      | 5–2     | Nova Zelanda             |
| ------------------------------------------------------------ | ------- | ------------------------ |
| Dalglish 18' · Wark 29', 32' · Robertson 73' · Archibald 79' | Informe | Sumner 54' · Wooddin 64' |

| Unió Soviètica                            | 3–0     | Nova Zelanda |
| ----------------------------------------- | ------- | ------------ |
| Gavrílov 24' · Blokhin 48' · Baltacha 68' | Informe |              |

| Brasil                                    | 4–0     | Nova Zelanda |
| ----------------------------------------- | ------- | ------------ |
| Zico 28', 31' · Falcão 64' · Serginho 70' | Informe |              |